# 2014년 헝가리 총선
2014년 헝가리 총선은 2014년 4월 6일 헝가리에서 치러진 총선으로 현 총리인 빅토르 오르반이 이끄는 청년민주동맹(피데스)의 세 번째 재집권이 이뤄졌다. 이번 헝가리 선거는 2012년 발효된 신헌법에 기초하여 치러진 첫 선거로 이에 따라 선거법이 첫 발효된 시점이 됐다. 헝가리의 민주주의 전환 이후 처음으로 이번 선거는 제2선거 없이 단선으로 치러졌으며 과거 386석에서 199석으로 의석이 줄었다.
이번 선거의 특징은 오르반 총리의 재집권과 극우 정당인 요빅당이 20%의 득표율로 약진한 데 있다. 진보 계통 5개 정당 연합이 26%를 얻어 38석, 요빅당이 23석을 차지했다. 요빅당은 앞선 선거에서도 유럽연합 탈퇴를 공약으로 내세우는 등 강경한 세력인데다 최근 유럽 국가 선거 가운데 극우 정당 득표율 최고치이다.
오르반 총리의 지지율은 44.8%에 달했으며 이는 유로존 위기에도 불구하고 헝가리 정부가 국제통화기금의 빚을 모두 갚아 청산했고, 물가상승률 최저치, 가스 및 전기료 등 인하에 따른 것으로 풀이된다.